# Гросвенедигер
Гросвенедигер, Грос-Вене́дигер (нем. Großvenediger) — высочайшая вершина Венедигерской группы в Высоком Тауэрне, горной гряде в Австрии, на границе земель Тироль и Зальцбург. Это четвёртая по высоте гора в Австрии. Возвышается в виде гнейсовой пирамиды, покрытой ледниками, на водоразделе между Зальцахом и Дравой. Гора является частью национального парка Высокий Тауэрн.
С вершины горы открывается вид на окрестные ледники Тауэрна, на Южно-Тирольские, Северотирольские, Кицбюхлерские и Зальцбургские Альпы.

## Название
Первое название Штютцеркопф (нем. Stützerkopf), впоследствии изменилась на Гросвенедигер (нем. Großvenediger — «большой венецианец»). Это название впервые упоминается в 1797 году. Точная история появления такого имени неизвестна, скорее всего она происходит от венецианских купцов, чей путь лежал мимо этой горы. Существовала также другая, ныне опровергнутая версия, что с вершины горы якобы видна Венеция.

## История покорения
Несколько попыток покорения вершины совершались в XIX веке после первого восхождения на Гросглоккнер в 1800 году. 9 августа 1828 года экспедиция, насчитывающая 17 членов, в том числе эрцгерцога из Габсбургов, не смогла покорить вершину из-за лавины.
Гора оставалась непокорённой до 3 сентября 1841 года, пока группа скалолазов под руководством Йозефа Шваба (нем. Josef Schwab) впервые не добрался до её вершины, начав своё путешествие на северном склоне у населённого пункта Нойкирхен-ам-Гросфенедигер в долине реки Зальцах. Из 40 членов группы до вершины добрались только 26, остальные вернулись на базу из-за усталости.

## Геология
Слагающие гору магматические породы были образованы во время герцинской складчатости. Образованные таким образом герцинские граниты обнаруживаются не только на Гросвенедигере, но и в Шварцвальде. Из-за интенсивной деформации при формировании Альп из гранитоидов формировались гнейсы, чей возраст составляет примерно 340—310 миллионов лет.